# برنامج كرول
برنامج كرول أو كرول شو (بالإنجليزية: Kroll Show) برنامج تلفزيوني كوميدي أمريكي، من إعداد وبطولة الممثل والكوميدي نيك كرول. بدأ عرضه على قناة كوميدي سنترال في 16 يناير، 2013، وأستمر لثلاثة مواسم حتى 24 مارس، 2015.

## الممثلين والشخصيات
- نيك كرول عدة شخصيات

### شخصيات متكررة
- جون دالي بدور بيتر بابارازو
- جون مولايني بدور جورج ساينت غيغلاند
- جيني سليت بدور ليز بي. ودينيس بي.
- جيسون مانتزوكس بدور إيغل وينغ
- سيث موريس بدور رينيك
- آندي ميلوناكيس بدور رومان أرموند
- رون فونكيس بدور الدكتور آرموند
- تشيلسي بيريتي بدور فارلي
- بيل بور بدور المحقق سمارت
- ستيف ديلداريان بدور تيم / ستيف
- تونيتا كاسترو بدور كونسويلا
- سامانثا فيوتشيرمان بدور تيونز
- كاثرين هان بدور والدة ميكي

ضيوف الحلقات: ناثان فيليون، زاك غاليفياناكيس، برودي ستيفينس، أيمي بولر، لورا ديرن، ويل فورتيه، جوردان بيل، بروس ماككلوك، بري لارسون، فريد آرميسين، أندرو دالي، جاي بي سموذ، هانيبال بروس، بيت هولمز، آيك بارينهولتز، رانس هاورد، تيم هيديكر، إيد هيلمز، ماريا بامفورد، برايان ستاك، ناثان فيلدر، ريتشارد كايند، برايان هاسكي، ديف هولمز، روب هيوبل، جو ماندي، آدم بالي، جون ديان رافايل، بول شير، كيسي ويلسون، جين ليفي، مارك إيفان جاكسون، كيتي بيري، جون هيدر، هنري رولنس، سيث روغن وجيمس فرانكو.

## الحلقات

### الموسم الأول (2013)
| التسلسل الإجمالي | تسلسل الموسم | عنوان الحلقة "بالإنجليزية" | تاريخ العرض    | عدد المشاهدين (بالمليون) |
| ---------------- | ------------ | -------------------------- | -------------- | ------------------------ |
| 1                | 1            | «San Diego Diet»           | 16 يناير 2013  | 1.18                     |
| 2                | 2            | «Soaked in Success»        | 23 يناير 2013  | 1.04                     |
| 3                | 3            | «Secret Room»              | 30 يناير 2013  | 0.83                     |
| 4                | 4            | «Too Much Tuna»            | 6 فبراير 2013  | 0.82                     |
| 5                | 5            | «Can I Finish?»            | 13 فبراير 2013 | 0.70                     |
| 6                | 6            | «Dine & Dash»              | 20 فبراير 2013 | غ/م                      |
| 7                | 7            | «Ice Dating»               | 27 فبراير 2013 | 0.71                     |
| 8                | 8            | «Please God»               | 6 مارس 2013    | 0.93                     |

### الموسم الثاني (2014)
| التسلسل الإجمالي | تسلسل الموسم | عنوان الحلقة "بالإنجليزية"                                                           | تاريخ العرض    | عدد المشاهدين (بالمليون) |
| ---------------- | ------------ | ------------------------------------------------------------------------------------ | -------------- | ------------------------ |
| 9                | 1            | «Cake Train»                                                                         | 14 يناير 2014  | 0.76                     |
| 10               | 2            | «#canadiansafesex»                                                                   | 21 يناير 2014  | 0.66                     |
| 11               | 3            | «Oh Armond»                                                                          | 28 يناير 2014  | 0.84                     |
| 12               | 4            | «Sponsored by Stamps»                                                                | 4 فبراير 2014  | 0.82                     |
| 13               | 5            | «Krolling Around With Nick Clown»                                                    | 11 فبراير 2014 | 0.84                     |
| 14               | 6            | «Mother Daughter Sister Wife»                                                        | 18 فبراير 2014 | 0.97                     |
| 15               | 7            | «Finger Magnets»                                                                     | 25 فبراير 2014 | 1.10                     |
| 16               | 8            | «Mercury Poisoning»                                                                  | 4 مارس 2014    | غ/م                      |
| 17               | 9            | «Bounce»                                                                             | 11 مارس 2014   | 0.78                     |
| 18               | 10           | «Banff Is on Fire»                                                                   | 18 مارس 2014   | 1.10                     |
| 19               | 11           | «Blisteritos Presents Dad Academy Graduation Congraduritos Red Carpet Viewing Party» | 25 مارس 2014   | 0.84                     |

### الموسم الثالث (2015)
| التسلسل الإجمالي | تسلسل الموسم | عنوان الحلقة "بالإنجليزية"                 | تاريخ العرض    | عدد المشاهدين (بالمليون) |
| ---------------- | ------------ | ------------------------------------------ | -------------- | ------------------------ |
| 20               | 1            | «Gigolo H-O-R-S-E»                         | 13 يناير 2015  | غ/م                      |
| 21               | 2            | «Pleep Ploop»                              | 20 يناير 2015  | غ/م                      |
| 22               | 3            | «Bangs»                                    | 27 يناير 2015  | غ/م                      |
| 23               | 4            | «Karaoke Bullies»                          | 3 فبراير 2015  | غ/م                      |
| 24               | 5            | «The In Addition Tos»                      | 10 فبراير 2015 | غ/م                      |
| 25               | 6            | «Lizards Vs Penguins»                      | 17 فبراير 2015 | غ/م                      |
| 26               | 7            | «Twins»                                    | 24 فبراير 2015 | غ/م                      |
| 27               | 8            | «The Commonwealth Games»                   | 3 مارس 2015    | غ/م                      |
| 28               | 9            | «Body Bouncers»                            | 10 مارس 2015   | غ/م                      |
| 29               | 10           | «The Time of My Life»                      | 17 مارس 2015   | غ/م                      |
| 30               | 11           | «This Has Been Such an Amazing Experience» | 24 مارس 2015   | غ/م                      |

## وصلات خارجية
- الموقع الرسمي
- برنامج كرول على موقع IMDb (الإنجليزية)
- برنامج كرول على موقع ميتاكريتيك (الإنجليزية)
- برنامج كرول على موقع روتن توميتوز (الإنجليزية)
- برنامج كرول على موقع كينوبويسك (الروسية)
- برنامج كرول على موقع قاعدة بيانات الفيلم (الإنجليزية)